# Litauische Bracke
Die Litauische Bracke (litauisch: Lietuvių skalikas; englisch: Lithuanian Hound) ist eine nicht von der FCI anerkannte Hunderasse. Die Rasse wird vom litauischen Kennel Club (FCI-Mitglied) auf nationaler Ebene anerkannt.

## Herkunft und Geschichtliches
Die ersten Beschreibungen von Laufhunden in der Gegend des heutigen Litauens stammen aus dem Jahr 1566. Eine detaillierte Beschreibung der Rasse stammt aus dem Jahr 1922 im Buch Medžiotoj metai von V. Korsako. Die Rasse stand offenbar damals am Rande der Ausrottung. Ab 1957 widmete sich die Züchterin Bonnie Goštautas (Zwingername Tent) der Zucht der Rasse. 1966 wurde der erste Rassestandard publiziert, 1983 wurde er revidiert. 1977 war der Bestand in Folge zahlreicher im Kampf mit Wildschweinen getöteter Tiere auf deutlich unter 100 abgesunken. Im Jahr 1981 fand die erste Ausstellung dieser Rasse statt. Es nahmen 62 Tiere teil. 1986 existierten wieder geschätzt 500 Exemplare der Rasse.

## Beschreibung
Die Litauische Bracke ist ein robuster 48 bis 60 cm großer Laufhund. Ihr glattes Fell ist schwarz mit deutlich abgesetztem mittel- bis dunkelbraunem Brand an den Läufen, um den Fang, vor der Brust, um den Schwanzansatz, sowie über den Augen. Der Schwanz ist durchgängig schwarz und ebenfalls kurz behaart. Er wird üblicherweise aufrecht, halb gekringelt getragen; bei hoher Konzentration sowie Angst wird er abgerollt an den Hinterläufen getragen, wobei das letzte Drittel gewunden nach oben zeigt.
Der Hund besitzt weniger schwere Knochen als vergleichbare Hunde seiner Größe, was ihm Schnelligkeit und Ausdauer bei Treib- und Hetzjagd verleiht. Dennoch besitzt die Litauische Bracke einen muskulösen Körper. Ihr Kopf ist kräftig, aber wohlproportioniert; zwischen den Ohren mäßig breit. Die Augen sind braun bis bernsteinfarben. Die sind Ohren mäßig lang und hängen dicht an den Wangen, sind an den Spitzen abgerundet. Die Schnauze ist mittellang; die Lefzen hängen im hinteren Drittel etwas. 
Der Hals ist nur mäßig lang, sehr kräftig, allerdings ohne Wamme. Die Rückenlinie des Hundes ist gerade; seine Brust ist lang, tief und breit. Die Läufe stehen senkrecht; die Hinterläufe sind ausgesprochen muskulös und kräftig. Die Sprunggelenke sind stark und gerade. Die Füße sind kräftig, ohne dick zu sein. Die Ballen sind gut proportioniert, die Zehen kompakt.